# 汉娜·多德
汉娜·多德（英語：Hannah Dodd，1992年4月27日—），澳大利亚女子轮椅篮球、马术运动员。她曾代表澳大利亚参加2022年大英國協運動會三對三籃球比賽，获得一枚银牌。她也曾参加2012年和2020年夏季残奥会。